# Distretto di Avanos

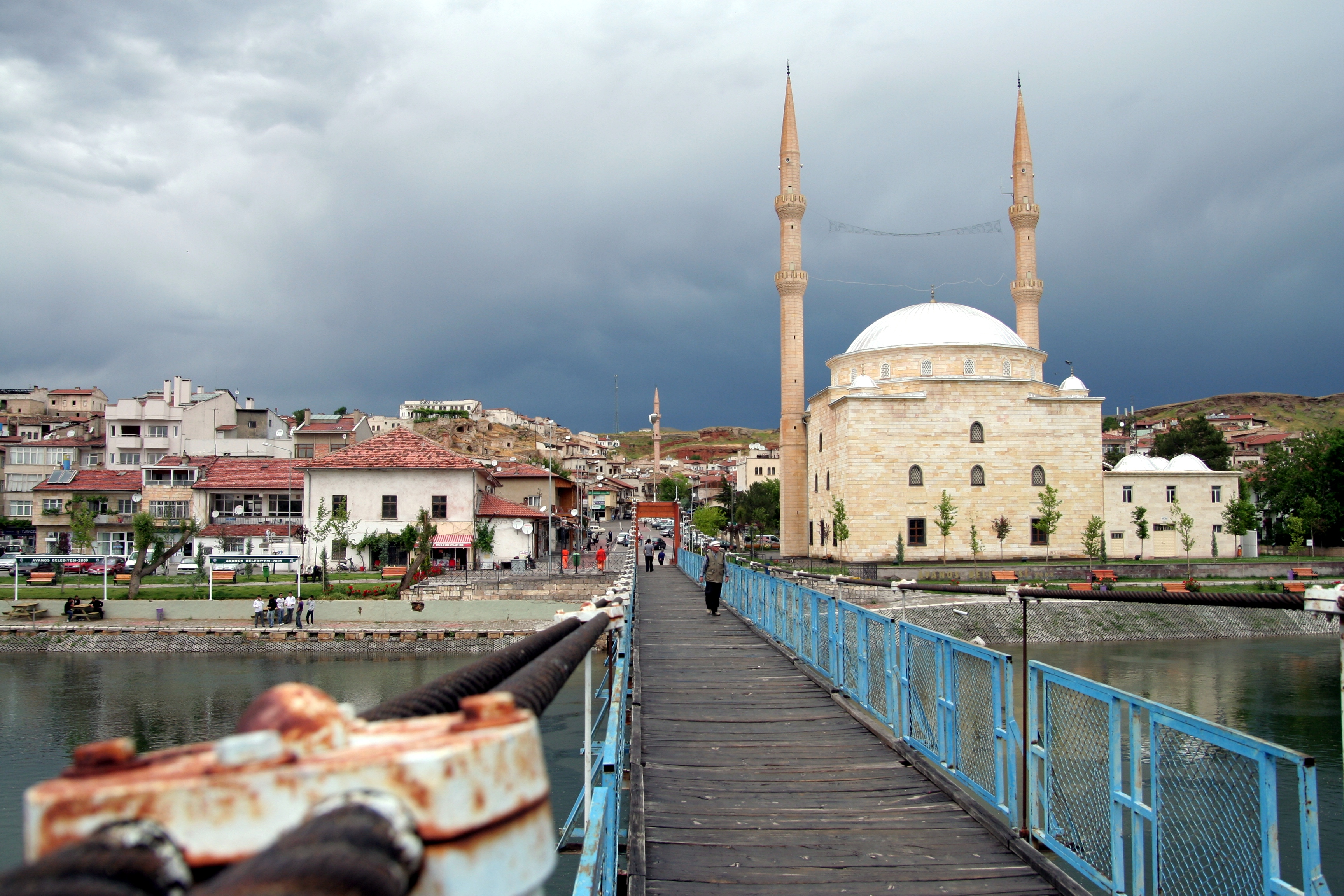
The city center of Avanos, Cappadocia.

Il distretto di Avanos (in turco Avanos ilçesi) è uno dei distretti della provincia di Nevşehir, in Turchia.